# 全国瞬時警報システム

J-ALERTの概念図

全国瞬時警報システム（ぜんこくしゅんじけいほうシステム）は、通信衛星と市町村の同報系防災行政無線や有線放送電話を利用して、緊急情報を住民へ瞬時に伝達する日本のシステムのことで「J-ALERT（Jアラート：ジェイアラート）」と呼ばれている。

## 概要
津波をはじめとする大規模災害や、武力攻撃事態または存立危機事態が発生した際、国民保護のために必要な情報を通信衛星（スーパーバードB3）を利用した地域衛星通信ネットワークで瞬時に地方公共団体に伝達するとともに、同報系市町村防災行政無線（以下、「防災行政無線」）や有線放送電話を自動起動させ、サイレンや放送によって住民へ緊急情報を伝達するシステムをいう。
J-ALERTは、武力攻撃事態等における国民の保護のための措置に関する法律（国民保護法）に基づく国民保護体制を運用面から支えるものとされている。特に、弾道ミサイル攻撃やゲリラ・特殊部隊による攻撃（ゲリラ・コマンドウ攻撃）が発生した場合は、事態は一刻を争うことから「国民保護サイレン」を吹鳴させるなどして住民に対して警報を速やかに伝達し、できる限り多くの住民や外出中の者を屋内退避や避難に導くことが定められている。国民保護サイレンは、内閣官房の運営する「国民保護ポータルサイト」において誰でも視聴することができる。
2004年度から総務省消防庁が開発および整備を進めており、実証実験を経て2007年2月9日から一部の地方公共団体で運用が開始されている。当初はJ-ALERTを受信できる機関は地方公共団体に限られていたが、2009年1月6日以降は、指定行政機関、指定地方行政機関、指定公共機関等にも拡大され、各省庁や公共機関、マスコミ、公立学校・病院等でも受信可能である。

### 「J」の意味
政府や内閣官房は「Jアラート」の通称を用いているものの「J」の由来についての記載は、少なくともウェブサイト上には存在しない。小学館刊行の日本大百科全書によれば、Jアラートの「J」の由来について「ジャパン (Japan) の頭文字Jと英語で警報を意味するアラート (alert) を結び付けた造語」との記述がなされている。

### 情報伝達の流れ
緊急事態の発生から住民に情報が伝達されるまでの大まかな流れは以下の通り。
緊急事態の発生とその覚知
津波や武力攻撃等の緊急事態の発生後、気象関係情報については気象庁が、武力攻撃等の国民保護関係情報については内閣官房がまず覚知する。弾道ミサイルの情報については、航空自衛隊の自動警戒管制組織またはアメリカ戦略軍の宇宙統合機能構成部隊・北アメリカ航空宇宙防衛司令部から内閣官房に伝達される。
消防庁へ情報伝達
気象庁または内閣官房は覚知した緊急事態について、消防庁に情報を伝達する。
地方公共団体へ情報伝達
消防庁は通信衛星（スーパーバードB3）を経由し、緊急情報を全国の地方公共団体へ配信する。
住民へ情報伝達
消防庁からの緊急情報を地方公共団体が受信。市町村において防災行政無線や有線放送電話、緊急告知FMラジオが自動起動され、サイレン吹鳴や音声放送等により情報が住民へ伝達される。基本的には、屋内退避や高台への津波避難による自己防衛が指示される。
テレビやラジオは、放送中の番組に割り込む形で伝達する。緊急地震速報では放送画面の上にテロップを乗せるのに対し、Jアラートでは画面自体を切り替える。

### 伝達される情報

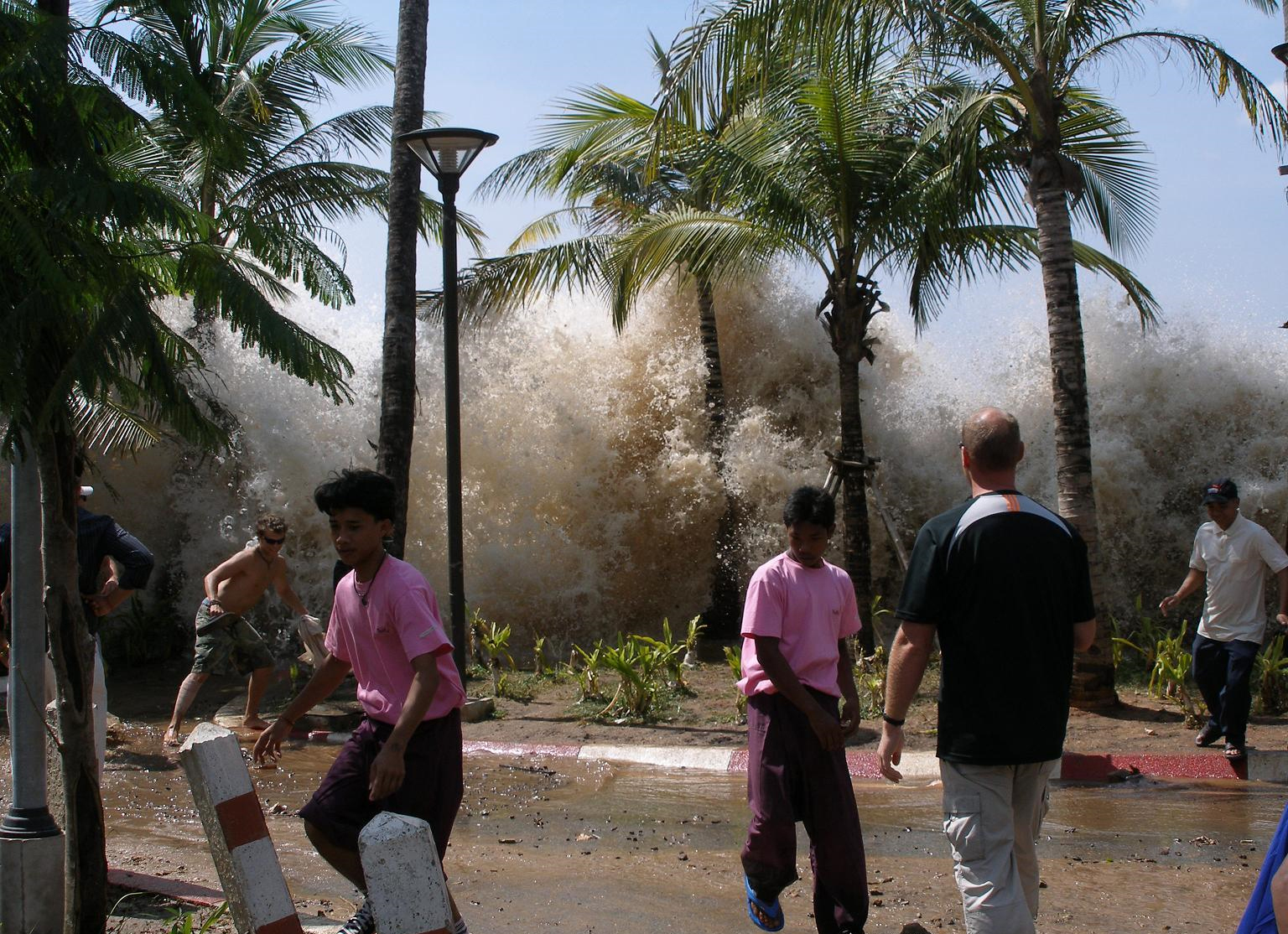
津波

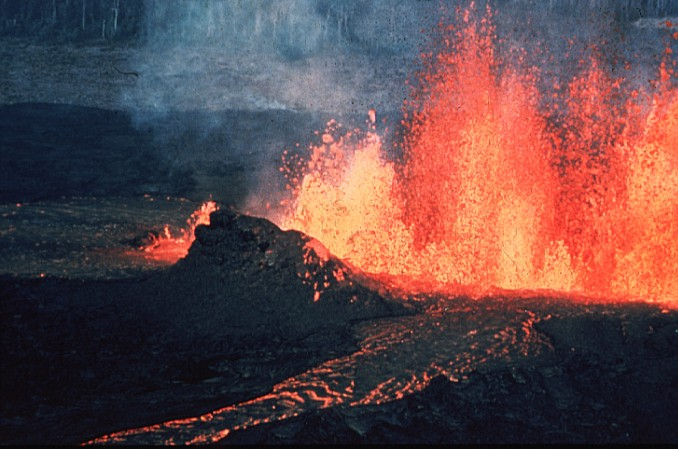
火山噴火

弾道ミサイル

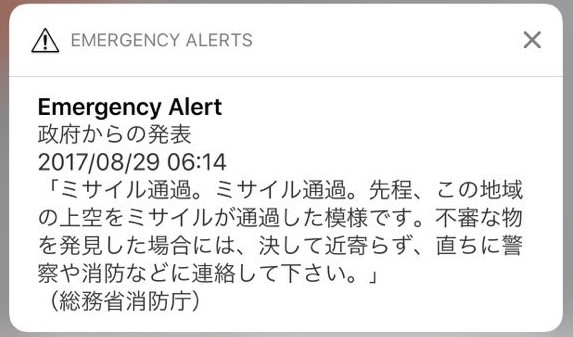
2017年8月29日の北朝鮮ミサイル日本上空通過で送信された警告メッセージ

J-ALERTで伝達される情報は、気象庁が作成する気象関連情報と、内閣官房が作成する有事関連情報に大別され、2016年10月現在、24種類の情報が送信されている（全国瞬時警報システム業務規程 第4条）。どの情報について防災行政無線を自動起動させるかを市町村で決定できることとなっているが、大津波警報、津波警報、気象等の特別警報、噴火警報、緊急地震速報、有事関連情報については自動起動が原則とされている（全国瞬時警報システム業務規程 第9条）。
- 地震情報（6種類）
  - 緊急地震速報[注釈 2]
  - 震度速報
  - 震源・震度に関する情報
  - 東海地震予知情報
  - 東海地震注意情報
  - 東海地震調査情報
- 津波情報（3種類）
  - 大津波警報（特別警報）
  - 津波警報
  - 津波注意報
- 火山情報（3種類）
  - 噴火警報（一部は特別警報）
  - 火口周辺警報
  - 噴火予報
- 気象情報（7種類）
  - 気象等の特別警報（大雨、大雪、暴風、暴風雪、波浪、高潮）[注釈 1]
  - 気象警報（大雨、洪水、大雪、暴風、暴風雪、波浪、高潮）
  - 気象注意報（16項目の気象注意報）
  - 土砂災害警戒情報[注釈 3]
  - 竜巻注意情報[注釈 3]
  - 記録的短時間大雨情報[注釈 3]
  - 指定河川洪水予報[注釈 3]
- 有事関連情報（5種類）
  - 弾道ミサイル情報（主に北朝鮮によるミサイル攻撃）
  - 航空攻撃情報（いわゆる空襲警報）
  - ゲリラ・特殊部隊攻撃情報
  - 大規模テロ情報
  - その他の国民保護情報[注釈 3]

### 自動起動対象のフィルタリング
消防庁から情報を配信する際、情報の種類を識別する情報番号と対象地域コード情報を一緒に送信することにより、放送内容の自動選択および防災行政無線・有線放送を自動起動させる地方公共団体のフィルタリングが可能となっている。これにより、必要な情報を必要な場所に伝達できるようになっている。
なお、このフィルタリング機能により、防災行政無線・有線放送が自動起動するのは原則として気象災害等の対象地域のみとなるが、有事関連情報についてはその特殊性と拡大可能性の大きさから攻撃対象地域以外の地域についても「通知・伝達地域」および「参考情報地域」として防災行政無線が自動的に起動する。このような状況下において、身を守る武器を持たない者がむやみに屋外を出歩くことは危険であり、さしあたっては、当該地域にいる人々に対して警報と同時に屋内退避の勧告も伝達される。

## 経緯
- 2004年（平成16年）11月 - 高知県芸西村において実証実験が実施される。
- 2005年（平成17年）
  - 5月24日 - 経済財政諮問会議に提出された「麻生 安心・安全ビジョン」[5]内でJ-ALERTの開発・整備が発表される。
  - 9月27日 - 中央防災会議でJ-ALERTの説明がなされる。
- 2005年（平成17年）10月〜2006年（平成18年）3月 - 「サイレン等による瞬時情報伝達のあり方に関する検討委員会」が開催される（全3回）。
- 2006年（平成18年）
  - 1月〜3月 - 15都道県、16市町村の参加の下で実証実験が実施される（詳細は次節参照）。
  - 3月27日 - サイレン等による瞬時情報伝達のあり方に関する検討委員会の報告書[6]がまとまる。
- 2007年（平成19年）
  - 2月9日 - 10都道県、4市町でJ-ALERTの一部運用が開始される。
    - 都道県（10団体）
      - 北海道、埼玉県、千葉県、東京都、福井県、長野県、静岡県、兵庫県、鳥取県、福岡県

    - 市町（4団体）
      - 岩手県釜石市、埼玉県日高市、千葉県南房総市、兵庫県市川町

  - 6月13日 - 消防庁より、岩手県釜石市および兵庫県市川町におけるJ-ALERTを用いた緊急地震速報の一般向け伝達試行の実施（6月18日）が発表される[7]。
  - 10月1日 - 緊急地震情報の送信を開始。
  - 12月17日 - 国民保護に関する情報の送信を開始。
- 2009年（平成21年）1月6日 - 受信対象を地方公共団体以外にも拡大。
- 2010年（平成22年）
  - 2月28日 - チリ地震で発生した津波について、J-ALERTによる津波警報・津波注意報を速報したが、一部の地域で誤報が発生した[8][9]。
  - 12月22日 - 高度化したシステムの導入開始[10]。
- 2011年（平成23年）
  - 3月9日 - 同日発生した三陸沖を震源とする地震の津波注意報について、注意報の対象区域外の一部地域に誤って放送された[11]。
  - 3月11日 - 東北地方太平洋沖地震（東日本大震災）が発生。大津波警報等が発せられた。
  - 6月 - 東北地方太平洋沖地震 （東日本大震災）の影響のあった地域以外のほぼすべての自治体においてハード面での整備を完了する。
- 2012年（平成24年）
  - 9月12日 - 全国向けに発報したJアラートの一斉放送訓練において、約280の市区町村で音声が流れないなどの不具合が発生した[12]。
  - 12月12日 - 北朝鮮によるミサイル発射により国民保護に関する情報を発動。沖縄県と県内全41市町村に提供したが、2市村で住民に伝わらなかった[13]。
- 2013年（平成25年）5月 - 首都直下地震などに備えて、バックアップとなる関西局の運用を開始。
- 2014年（平成26年）
  - 3月27日 - システム改修により気象特別警報が追加されるとともに、自動起動に指定された。
  - 4月1日 - NTTドコモのエリアメール・KDDI・沖縄セルラー・ソフトバンクモバイルの緊急速報メールにおいて、Jアラートにて発信する国民保護に関する情報の配信を開始[14]。
- 2016年（平成28年）2月7日 - 北朝鮮によるミサイル発射により沖縄県に国民保護に関する情報を発動。
- 2017年（平成29年）
  - 8月29日 - 北朝鮮によるミサイル発射により北海道・青森県・岩手県・秋田県・宮城県・山形県・福島県・茨城県・栃木県・群馬県・新潟県・長野県に国民保護に関する情報を発動。北日本・東日本の12道県に提供したが、少なくとも7道県16市町村で、情報伝達にトラブルがあった事を総務省消防庁が明らかにしている[15]。
  - 9月15日 - 北朝鮮によるミサイル発射により北海道・青森県・岩手県・秋田県・宮城県・山形県・福島県・茨城県・栃木県・群馬県・新潟県・長野県に国民保護に関する情報を発動。
- 2022年（令和4年）
  - 10月4日 - 北朝鮮によるミサイル発射により北海道・青森県[注釈 4]・東京都（島嶼部）に国民保護に関する情報を発動したが、北海道の4市町と青森県の2市で、情報伝達にトラブルがあった事を総務省消防庁が明らかにしている[16]。
  - 11月3日 - 北朝鮮ミサイル発射により宮城県・山形県・新潟県に国民保護に関する情報を発動。
- 2023年（令和5年）
  - 4月13日 - 北朝鮮によるミサイル発射により、「ミサイルの1つが北海道に落下するとみられる」として北海道に国民保護に関する情報を発動したが、後に「落下の可能性はなくなった」と訂正した[17]。
  - 5月31日 - 北朝鮮によるミサイル発射により、沖縄県に国民保護に関する情報を発動したものの、北朝鮮は、衛星ロケットの打ち上げが失敗したことが発表された。
  - 8月24日 - 北朝鮮によるミサイル発射により、沖縄県に国民保護に関する情報を発動したものの、北朝鮮は、衛星ロケットの打ち上げが失敗したことが発表された。
  - 9月1日 - システム改修により、「落下のおそれがある地域が従来ほど確定的になる前に情報発信」することで「時間が1分ほど短縮される」ようになり、「Jアラートの送られる範囲が広がる」とされる[18]。
  - 11月21日 - 北朝鮮によるミサイル発射により、沖縄県を対象に発令されたがミサイルは「太平洋に通過した」として解除された[19]。
- 2024年（令和6年）
  - 5月27日 - 北朝鮮が人工衛星とするものの発射により、沖縄県を対象に発令されたが約20分後に解除[20]。

## 実証実験
2006年1月から3月にかけて、15都道府県16市町村の参加の下でJ-ALERTの実証実験が実施された。実験では、主に以下の確認が行われた。
- 都道県および市町村における緊急情報の適正受信
- 防災行政無線の自動起動
- 情報発信から放送までの所要時間

実証実験参加団体は下記の通り。
- 東京都豊島区、岩手県釜石市、北海道上富良野町、埼玉県日高市、群馬県川場村、長野県飯田市、静岡県吉田町、千葉県富浦町（現・南房総市）、福岡県前原市（現・糸島市）、愛媛県松山市、香川県宇多津町、鳥取県南部町、奈良県黒滝村、兵庫県市川町、福井県美浜町および越前市（15都道府県16市町村、実施順）

実験の際、消防庁からは弾道ミサイル攻撃情報、緊急地震速報、震度速報等が送信されたほか、複数の緊急情報を同時に送信するなどのテストも行われた。
奈良県黒滝村などでは屋外での公開実験が行われ、事前にその旨がプレスリリースされている。また兵庫県市川町では実験で伝達される情報を用いての災害図上訓練が行われ、千葉県富浦町でも実験に合わせて住民の避難訓練が行われた。

### 実験結果
実験では消防庁からの情報送信、地方公共団体での情報受信および防災行政無線の自動起動に成功したが、情報の受信までに1-2秒、自動起動による放送までに5-23秒を要するという結果となった。「サイレン等による瞬時情報伝達のあり方に関する検討委員会」はこの実験結果を踏まえ、放送までに時間を要する主な理由等について検討を加え今後改善していくべきポイントをまとめている。

## 今後の課題
今後の全国的な運用に向けては、次のような課題がある。
防災行政無線の整備推進と情報伝達経路の拡充
J-ALERTは同報系防災行政無線を活用する構成となっているため、その効果を最大限発揮するには当該無線の整備が必要不可欠となる。2009年3月31日現在、全国の同報系市町村防災行政無線の整備率は75.9%であり、未整備地域の解消が今後の課題とされている。
また防災行政無線の特性上、聞き手が屋内にいる場合や豪雨時、強風時などには情報が的確に伝達されないおそれがあることから戸別受信機の配備、携帯電話等へのメール配信やCATV網を使用した伝達、ワンセグ放送を通じた伝達など他の伝達経路の併用による情報伝達体制の強化も課題とされている。
防災行政無線の自動起動に要する時間の短縮
J-ALERTはその趣旨から秒単位の伝達スピードが要求される情報を取り扱うことが多いが、2006年に行われた実証実験では、前述の通り情報の発信から防災行政無線による放送までに5-23秒の時間を要している。情報伝達に要する時間の短縮のため、屋外拡声子局の呼出方式の最適化、セレコール時間の短縮化、防災行政無線制御卓での情報処理時間の短縮化および合併した市町村における防災行政無線のシステム統合などに取り組むべきであるとされている。
他システムへの連動
既に地方公共団体が運用しているシステムにJ-ALERTを連動させることで、地方公共団体の全般的な危機管理能力の強化が期待できるとされている。J-ALERTとの連動が有効な例としては、主に以下のものが挙げられている。
- 職員の非常参集
- 消防機関等への一斉指令
- 非常電源の起動、など

導入自治体の普及率
防災行政無線の設置費用を除いても1自治体あたり平均700万円の費用が必要なため、2009年4月1日時点で、J-ALERTの受信システムを導入している自治体は15.7%（284市区町村）、防災行政無線などと直結させた自治体に限ると11.7%（211市区町村）に留まっていた。2010年2月時点で約2割（46都道府県342市区町村）の自治体が、2010年3月1日時点で導入している自治体は344市区町村（そのうち同報無線、コミュニティFM等の自動起動に対応しているのは282市区町村）と徐々に整備が進められている。なお、2013年5月時点では1735自治体（全1742自治体の99.6%で、うち自動起動に対応しているのは1359自治体（78%））が導入している。
2009年4月には北朝鮮が長距離弾道ミサイルとみられる飛翔体を発射すると発表し、秋田県の沖合い130キロ付近を危険水域と発表した。また秋田県と岩手県の上空を通過することになり、発射が確認された場合は緊急警報を発報する必要があるが、J-ALERTによる伝達は「弾道ミサイルが日本をめがけて撃ってくる環境下で使用するもの」との理由で見送られた。ただし、J-ALERTの設置自治体が1割強と低い事も理由とされている。そのため、首相官邸の危機管理センターが提供し、全国の7割の自治体で導入されている「Em-Net」（エムネット：緊急情報ネットワークシステム）を使用して伝達することになった。なおEm-Net、J-ALERTとも導入していない自治体への警報伝達はファクシミリを使用した一斉同報送信に頼る事となり、J-ALERTの導入自治体を増やすことが重要となっている。
2014年4月時点で全国1,741自治体の全てに導入完了、J-ALERT自動起動装置も2016年5月時点で導入が完了した。
誤作動を起こす可能性
2008年3月に岐阜県大野町で、また6月30日には福井県美浜町でそれぞれJ-ALERTが誤作動を起こすというトラブルが発生した。美浜町における誤作動では防災行政無線を介して「ミサイルが着弾するおそれあり」という放送が町中に流れた。誤報に気付いた町の職員が放送を停止し、防災無線で誤報である事を知らせたが、町民からは問い合わせが殺到したという。美浜町は原子力発電所（美浜原発）を抱えており、町は「あってはならないミスだ」として原因を調査した。その結果、受信装置を修理した際の作業ミスと警報データの選択ミスが重なった事が原因と判明した。さらに8月13日には愛知県庁とその出先機関20施設でもミサイル攻撃対象との警報が放送される誤作動があり、名古屋市役所での受信訓練中のミスとされた。
2010年2月28日のチリ地震による津波の際に、津波警報や津波注意報が71市町村で誤放送されるトラブルが発生した。2009年3月に注意報の一斉解除時に誤って注意報が発表される問題が発覚してシステムの改修を行っていたが、今回新たに段階的解除時も誤報が発表される事が判明したため、2010年3月中にシステムを改修する予定である。
2022年10月4日の北朝鮮による弾道ミサイル発射当初、本来は対象でない地域へ発射情報が出されたことについて、過去の訓練データを消去していなかったことが原因だと明らかにした。
警報の精度および速度
2022年11月3日の北朝鮮によるミサイル発射の際に、上空を通過する予想時刻後に警報が出された。これについて警報の精度などに課題があることが指摘されている。
2023年4月13日の北朝鮮によるミサイル発射の際に、当初は「北海道周辺に落下するとみられる」という情報を後にその可能性がなくなり訂正した。これについて、日テレNEWSは複数の政府関係者による訂正経緯の証言を伝えたが、同時に情報の伝え方の批判も報じた。警報の速度に関しては2023年9月1日のシステム改修で「1分ほど短縮される」としている。

## 日本の主な販売メーカー
- 理経
- パナソニック
- 日本無線
- 明星電気
- 沖電気工業
- センチュリー・システムズ[31]

## 参考資料
- 全国瞬時警報システム（J-ALERT）についての検討会報告書、実証実験結果及び標準仕様書（平成18年3月27日） (PDF) 、総務省消防庁、報道資料
- 全国瞬時警報システム（J-ALERT）による一部の情報の送信開始（平成19年1月10日） (PDF) 、総務省消防庁、報道資料